# David Larramendy
 (avril 2024).
Si vous disposez d'ouvrages ou d'articles de référence ou si vous connaissez des sites web de qualité traitant du thème abordé ici, merci de compléter l'article en donnant les références utiles à sa vérifiabilité et en les liant à la section « Notes et références ».
David-Philippe Larramendy, né le 18 mars 1974 à Paris, est un dirigeant d'entreprise français.
Entré dans le groupe M6 en 2008, il en devient le président du directoire en avril 2024.
Il succède à Nicolas Bellet de Tavernost,.

## Formation
David-Philippe Larramendy est diplômé de Supélec (promotion 1998). Il est également titulaire d'un MBA de la Wharton School, une des composantes de l'université de Pennsylvanie, aux États-Unis.

## Carrière
David-Philippe Larramendy commence son parcours professionnel en 1998 comme auditeur chez Ernst & Young. Il travaille ensuite à Londres chez Goldman Sachs, dans le département dédié aux technologies, médias et télécommunications,.
En 2008, il intègre le groupe M6 comme directeur de Ventadis, entité qui regroupe le site de déstockage MisterGoodDeal et la société de vente à distance Home Shopping Service. En 2014, il est nommé directeur général de M6 Publicité et de M6 Interactions.
En 2016, il est nommé président du Syndicat national de la publicité télévisée (SNPTV).